# 欧洲生物化学联合会
欧洲生物化学学会联合会（英語：Federation of European Biochemical Societies，缩写：FEBS），是一个主要在欧洲以及邻近地区进行生物化学与分子生物学研究和教育的组织，于1964年在英国伦敦宣告成立。截至2022年，欧洲生物化学联合会有超过3万5千名会员，下属39个组成学会。
由欧洲生物化学联合会颁发的主要奖项是汉斯·克雷布斯爵士奖。该学会有四本官方刊物：《欧洲生物化学联合会杂志》、《欧洲生生物化学联合会快报》、《分子肿瘤学》，以及《FEBS Open Bio》，目前都得到SCI或SCIE收录。其中《分子肿瘤学》与《FEBS Open Bio》是开放获取期刊。